# Elisabeth Büchsel
Elisabeth Charlotte Helene Emilie Büchsel (* 29. Januar 1867 in Stralsund; † 3. Juli 1957 ebenda) war eine deutsche Malerin. Nach künstlerischer Ausbildung unter anderem in Berlin und Paris lebte und arbeitete sie ab 1904 auf der Insel Hiddensee und in ihrer Heimatstadt Stralsund.

## Leben

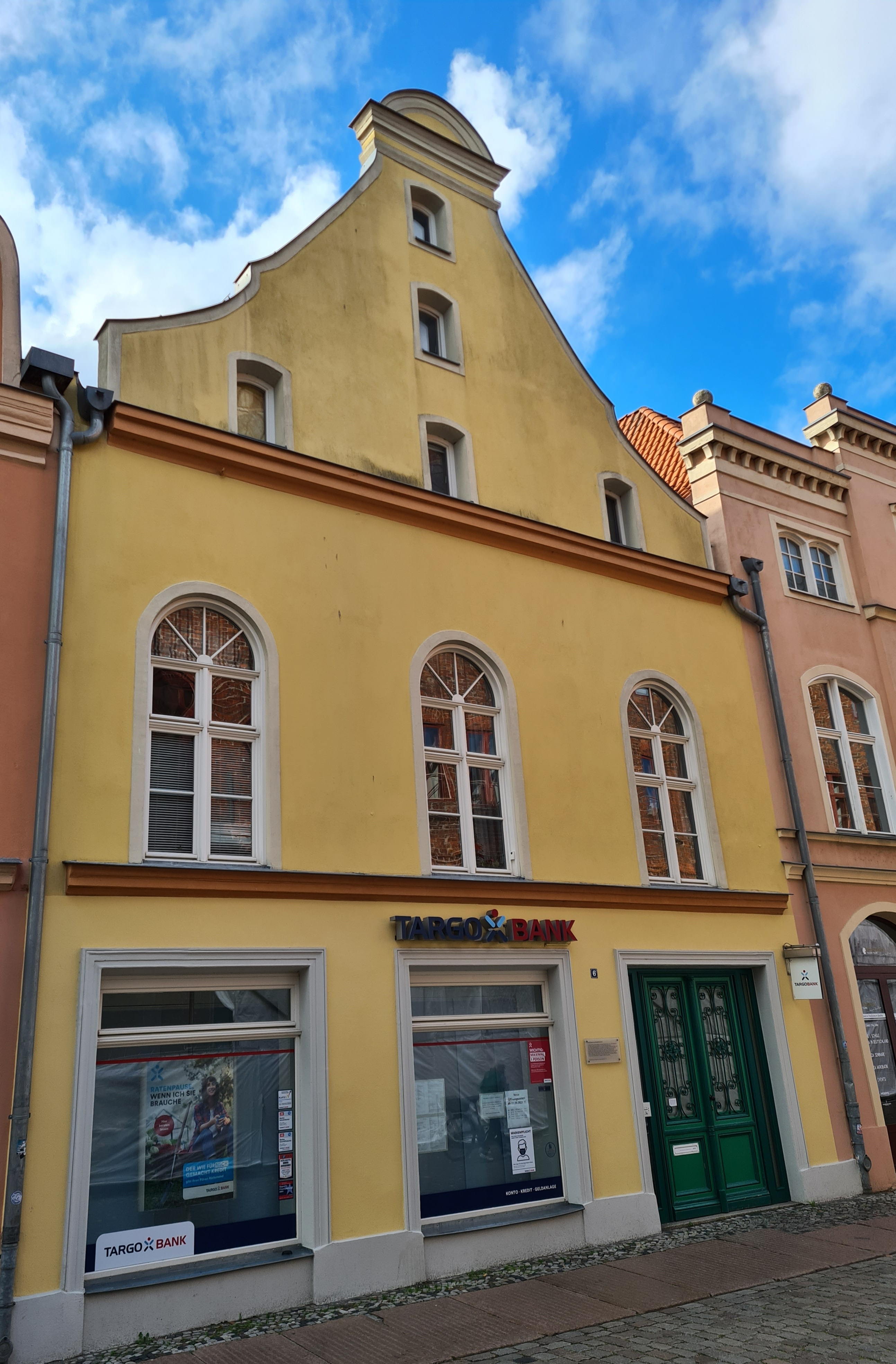
Das Geburtshaus der Malerin Elisabeth Büchsel in der Altstadt von Stralsund (Ossenreyerstr. 6)

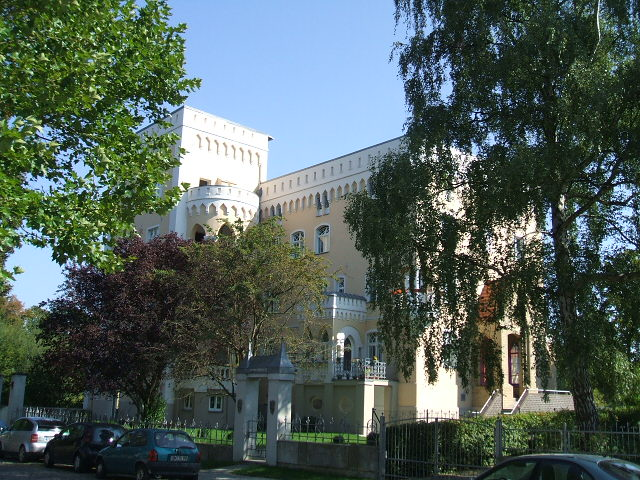
Schloss am Sund

Elisabeth Büchsel wurde als zweites von sechs Kindern des Altermannes der Stralsunder Gewandschneider Ernst Gotthilf Felix Büchsel und seiner Ehefrau Marie Anna Wilhelmine Musculus geboren. Sie begann bereits im Kindesalter, sich für die Darstellung ihrer Umgebung zu interessieren. In Stralsund besuchte sie das Mädchen-Gymnasium.
1888 ging Büchsel zur künstlerischen Ausbildung nach Berlin. Sie nahm Privatunterricht bei Paul Flickel und besuchte ab 1896 die Zeichenschule des Vereins der Berliner Künstlerinnen, wo sie unter anderem bei Conrad Fehr und Walter Leistikow lernte. Ihre weiteren Studien führten sie 1896 nach Dresden und von 1900 bis 1903 nach Paris zur Académie Colarossi bei Lucien Simon, Jules Girardet und René Prinet (1861–1946). Danach folgten Studien in München bei Christian Landenberger an der Akademie des Münchner Künstlerinnenvereins. Ihre Studien wurden durch ihr Elternhaus nur teilweise finanziell unterstützt.
Ab 1904 lebte und arbeitete Büchsel jeweils von Frühjahr bis Herbst auf der Insel Hiddensee. Dort lebte sie dann als Sommergast im Haus der Familie Gau in Neuendorf. Ihr Domizil in Stralsund bildete das dortige Schloss am Sund an der Promenade des Strelasund-Ufers.

„[…] Fräulein Büchsel aus Stralsund, eine Schülerin von Lucien Simon in Paris, malt seit langer Zeit mit großer Vorliebe auf Hiddensee. Sie hat es verstanden, sich mit der Kinderwelt dort besonders zu befreunden, so daß die Kleinen ihr willig Modell stehen, und schon manch hübsches Bild ist nach diesen Vorwürfen entstanden. Mit unermüdlichem Fleiß aber bemüht sie sich, auch die großen Luftstimmungen zum Ausdruck zu bringen […]“

1917 trat Büchsel dem Pommerschen Künstlerbund bei, der sie 1942 zum Ehrenmitglied ernannte. Ferner gehörte sie gemeinsam mit Clara Arnheim und Henni Lehmann zum Vorstand des Hiddensoer Künstlerinnenbundes, der auf Initiative der Malerin Henni Lehmann im Jahre 1919 gegründet wurde. Weitere Mitglieder waren Käthe Loewenthal, Katharina Bamberg und Elisabeth Andrae, später auch Julie Wolfthorn und Dorothea Stroschein. Gemeinsam stellten sie in der Kunstscheune in Vitte aus, die später auch als Blaue Scheune bekannt wurde.
In der Zeit des Nationalsozialismus war sie obligatorisch Mitglied der Reichskammer der bildenden Künste.
Auch nach 1945 in der SBZ und der DDR war Büchsel eine respektierte Künstlerin. Sie wurde Mitglied des Verbands Bildender Künstler Deutschlands.
Büchsel malte überwiegend Porträts und Landschaftsbilder von Rügen und Stralsund sowie der Stralsunder Umgebung. Ein Teil ihres Werkes befindet sich im Stralsund Museum im Pommerschen Landesmuseum in Greifswald und im Vineta-Museum in Barth, der größere Teil befindet sich weit gestreut in Privathand. Eines ihrer bekanntesten Porträts ist das des ersten Stralsunder Oberbürgermeisters Carl Heydemann, welches sie 1933 malte.
Eine tiefe Freundschaft verband sie etwa mit Oskar Kruse und Erich Kliefert. Zu ihren sogenannten „Hiddensee-Freunden“, die wie sie die Inspiration der Insel für ihr künstlerisches Schaffen nutzten, gehörten u. a. Joachim Daerr und Bernhard Feistel (1898–1957).
Elisabeth Büchsel wurde auf dem Stralsunder St.-Jürgen-Friedhof beigesetzt.

## Werke (Auswahl)
- Porträt Käthe Loewenthal, Mischtechnik auf Papier, 25 × 19 cm[3]

- Blick vom Schafberg zum Vilm
- Mönchguter Landschaft, Öl, um 1930, beide Mönchguter Museum, Göhren/Rügen
- Fischerfrauen am Strand, Öl, 1910, Heimat-Museum Kloster/Hiddensee
- Witwe mit Kind, Öl, 1911, Rostock, Kulturhistorisches Museum
- Kind am Strande, Öl, 1905, Schwerin, Staatliches Museum[4]

Das Stralsund Museum besitzt 28 Ölgemälde, 7 Pastelle und 48 Grafiken Elisabeth Büchsels.

## Ausstellungen (unvollständig)

### Einzelausstellungen
- 1937: Stralsund, Museum (zum 70. Geburtstag, Ausstellung ihres Lebenswerkes)
- 1940: Stralsund, Museum (u. a. mit Franz Höhne, Theodor Schultze-Jasmer und Rupprecht von Vegesack)
- 1945: Schwerin, Landesmuseum („Jahresschau 1945 der Kunstschaffenden aus Mecklenburg-Vorpommern“)[5]
- 1957: Stralsund, Museum (zum 90. Geburtstag Ausstellung ihres Lebenswerkes)
- 2007: Kloster, Inselmuseum (zum 50. Todestag)[6]
- 2012: Stralsund, Kulturhistorisches Museum Stralsund („Büchsel und Freunde“)[7][2]
- 2014: Stralsund, Kulturhistorisches Museum („Hundertmal Büchsel“)[8][9]
- 2017: zum 150. Geburtstag im Heimatmuseum in Kloster und im Groot Partie Reusenschuppen in Neuendorf auf Hiddensee

### Teilnahme an Gruppenausstellungen
- 1911: Berlin, Große Berliner Kunstausstellung
- 1934: Stettin, Städtisches Museum („Das Land am Meer. Pommersche Kunst der Gegenwart“)
- 1937: Greifswald, Haus der Heimat („Graphik und Aquarelle“; Ausstellung des Pommerschen Künstlerbunds)
- 1937: Stralsund, Museum („16. Kunstausstellung. Rügen in der Landschaftsmalerei der Gegenwart“)